# Lizelle Muller
Lizelle Muller (* 4. Oktober 1984 in Port Elizabeth als Lizelle van Niekerk) ist eine ehemalige südafrikanische Squashspielerin.

## Karriere
Lizelle Muller bestritt 2021 ihre ersten beiden und einzigen Turniere auf der PSA World Tour und gewann beide. Ihre höchste Platzierung in der Weltrangliste erreichte sie mit Rang 117 im Februar 2022. Mit der südafrikanischen Nationalmannschaft nahm sie 2018 und 2022 an der Weltmeisterschaft teil und belegte mit ihr den zehnten Platz. 2021 wurde sie nach einem Finalsieg gegen Milnay Louw südafrikanische Landesmeisterin und verteidigte diesen Titel 2022. 2019 und 2020 war sie jeweils noch im Finale gescheitert.
Ihr Bruder Dewald van Niekerk ist ebenfalls Squashspieler.

## Erfolge
- Vizeafrikameisterin mit der Mannschaft: 2022
- Gewonnene PSA-Titel: 2
- Südafrikanische Meisterin: 2021, 2022